# 特洛加 (喬治亞州)
特洛加（英語：Teloga）是位於美國喬治亞州查圖加縣的一個非建制地區。該地的面積和人口皆未知。

## 地理
特洛加的座標為34°33′36″N 85°24′35″W / 34.56000°N 85.40972°W，而該地的平均海拔高度為238米（即784英尺）。